# Igor Bališ
Igor Bališ (ur. 5 stycznia 1970 w Križovanach nad Dudváhom) – słowacki piłkarz występujący na pozycji obrońcy. 

## Kariera klubowa
Bališ karierę rozpoczynał w 1988 roku w Spartaku Trnawa. W 1991 roku, a także w 1998 roku zdobył z nim Puchar Słowacji. W 1998 roku wraz z zespołem wygrał również Superpuchar Słowacji. W połowie 2000 roku odszedł do Slovanu Bratysława, a w grudniu tego samego roku podpisał kontakt z angielskim West Bromwich Albion z Division One. Zadebiutował tam 23 grudnia 2000 roku w wygranym 3:0 meczu z Nottingham Forest. W 2002 roku awansował z klubem do Premier League. W WBA grał do końca sezonu 2002/2003.
W 2003 roku Bališ wrócił na Słowację, gdzie został zawodnikiem drużyny DAC 1904 Dunajská Streda. W 2004 roku zakończył tam karierę.

## Kariera reprezentacyjna
W reprezentacji Słowacji Bališ zadebiutował 8 maja 1995 roku w zremisowanym 1:1 towarzyskim meczu z Czechami. 15 maja 2000 roku w wygranym 2:0 towarzyskim pojedynku z Chile strzelił jedynego gola w kadrze. W latach 1995–2001 w drużynie narodowej rozegrał łącznie 41 spotkań.

## Dalsze losy
W czerwcu 2009 został łowcą talentów w Spartaku Trnawa. W maju 2013 został kierownikiem tego klubu.

## Życie osobiste
Jego synowie Denis i Boris również są piłkarzami.